# Corymorpha normani
Corymorpha normani is een hydroïdpoliep uit de familie Corymorphidae. De poliep komt uit het geslacht Corymorpha. Corymorpha normani werd in 1916 voor het eerst wetenschappelijk beschreven door Browne. 